# Округ Калхун (Арканзас)
Округ Калхун (енгл. Calhoun County) је округ у америчкој савезној држави Арканзас. По попису из 2010. године број становника је 5.368. Седиште округа је град Hampton.

## Демографија
Према попису становништва из 2010. у округу је живело 5.368 становника, што је 376 (6,5%) становника мање него 2000. године.
| Група             | 2000.         | 2010.         |
| Белци             | 4.248 (74,0%) | 3.939 (73,4%) |
| Афроамериканци    | 1.343 (23,4%) | 1.192 (22,2%) |
| Азијати           | 2 (0,0%)      | 11 (0,2%)     |
| Хиспаноамериканци | 86 (1,5%)     | 152 (2,8%)    |
| Укупно            | 5.744         | 5.368         |